# Hotel Miró
El Hotel Miró es un hotel de cuatro estrellas situado en la Alameda de Mazarredo de la villa de Bilbao, a medio camino entre la plaza Euskadi y el museo Guggenheim Bilbao.

## Historia
Diseñado por el modisto catalán Antonio Miró y la interiorista Pilar Líbano, el Miró es el primer hotel boutique de la ciudad.

## Comunicaciones
- Estación de Moyua del metro de Bilbao.
- Estaciones de Guggenheim y Abandoibarra del tranvía de Bilbao.

## Edificios y ubicaciones adyacentes
- Plaza Euskadi
- Museo Guggenheim Bilbao
- Puppy
- Gran Hotel Domine
- Avenida Abandoibarra